# マリマリマリー
マリマリマリーとは、YouTubeやTikTokを中心に配信を行っている動画配信チャンネルである。「エモくてクスッと笑える」をコンセプトにしている。

## 概要
「エモいイラスト」と「シュールなコント」をテーマに普段の日常を中心として、かなめ、レイジ、スミ、美月の4キャラクターが繰り広げるアニメコントが特徴的である。
脚本と構成を放送作家である深見シンジとさかもと良助が担当しイラストをイラストレーターのMORISAKI SHINYAが担当、編集をディレクターの柳将博が担当している。
マリマリマリーが人気になった理由を株式会社ケイコンテンツの深井久吉は「レトロポップ的なおしゃれさと、カロリー低く視聴できるゆるさ」と評している。
視聴者の男女比率はおよそ半々であり、主な視聴者層はZ世代が多く若者に人気のチャンネルである。

## 制作
動画制作には深見とさかもとが空いている時間に週に2〜3回会って3本の台本を制作しており、企画から公開まで4〜5日程掛かる。
キャラクターの声優は基本的に「一般人」とクレジットされ非公開である。なお、例外としてかなめの声を深見が担当しレイジの声はさかもとが担当していると公表している。
動画内容は視聴者が共感しやすく、あるあるをフリにしてそれを裏切る構成が多い。
MORISAKI SHINYAはマリマリマリーの画風を敢えてレトロ風にしている訳ではなくかわいいを意識すると無意識にレトロ風になってしまうからだと明かしている。

## 経歴
動画投稿を始めたきっかけは深見がコントをやりたいと思っていた時期にはじめまして松尾ですがヒットしているのを見て、「アニメとイラストの組み合わせならイケる」と思ったことから。
2020年の5〜6月に深見は養成所時代の同期であるさかもとを誘うとさかもとは二つ返事で了承した。また、深見はInstagramでレトロなイラストを投稿していたMORISAKI SHINYAにマリマリマリーのイラストレーターになるように依頼した。MORISAKI SHINYAは当時グラフィックデザイナーの仕事を行っておりイラストレーターの仕事は行っていなかった為受けるか迷ったが最終的に受けることになった。
2020年8月にYouTubeとTikTokで動画投稿を始める。最初の動画を制作するのに1ヶ月掛かったと明かしている。
2020年9月にTikTokに『LINEでありがちな会話が複数並行するやつ電話でやるやつ』を投稿し最初のヒットとなる。ヒットした理由として「共感性の高いあるある」と「コントとして成立している」ことを挙げている。
2021年の1月〜2月に株式会社ケイコンテンツの社長の平山勝雄に相談し同社の社員である柳将博が参加するようになり運営も同社が担うようになった。
2021年6月に『ひろゆきに影響を受けすぎた数学教師【アニメコント】』を投稿すると、YouTubeのチャンネル登録者数が10倍になりMORISAKI SHINYAにイラストの依頼が増えることとなった。ここまでの大ヒットとなった理由として当時はひろゆきの切り抜き動画がヒットしており「ひろゆき」というワードが入った事によっておすすめに表示された事が挙げられる。
2022年3月にYouTubeのチャンネル登録者数が100万人を超えた。

## スタッフ

### 深見シンジ
放送作家およびコント作家。四千頭身のYouTubeや土佐兄弟やハナコのラジオの構成を担当しており、マリマリマリーでは脚本と構成を担当している。マリマリマリーの動画制作にあたって様々な芸能人から影響を受けている。

### さかもと良助
放送作家。テレビの企画や構成、四千頭身とAマッソのYouTubeチャンネルを担当しており、マリマリマリーでは脚本と構成を担当している。マリマリマリーの動画制作にあたってAマッソから大きな影響を受けている。

### 森崎しいね
グラフィックデザイナーおよびイラストレーターおよびミュージシャン。2023年5月31日まではMORISAKI SHINYA名義で活動していた。マリマリマリーではイラストを担当しているが、イラストの他にも映像や音楽など様々な分野で活動している。画風はらんま1/2やきまぐれオレンジロード、赤ずきんチャチャから影響を受けている。

### 柳将博
ディレクターおよび編集者。株式会社ケイコンテンツの社員。それまでは通信系の企業に勤務していた。マリマリマリーの動画制作にあたって爆笑レッドシアターから影響を受けている。

## 著書
- マリマリマリーのショートショート小説集 卒業式前日に転校してくるやつ（KADOKAWA、2024年1月19日発行、ISBN 9784046063465）

### マリマリマリー
- 公式サイト
- 株式会社ケイコンテンツ公式サイト
- YouTube
- X
- Instagram

### 深見シンジ
- X
- Instagram

### さかもと良助
- X

### 森崎しいね
- 公式サイト
- YouTube
- X
- Instagram

### 柳将博
- Instagram